# 王英 (元朝)
王英（1262年—1357年），字邦杰，益都（今山东省青州市）人，元朝军事人物。
王英善骑射，膂力过人。承袭父职为莒州翼千户。以父子皆善使刀，称刀王。自元世祖至元二十九年（1292年）起，先后多次参与镇压江西、浙江、福建等地农民起义军。元仁宗延祐二年（1315年）擒获宁都蔡五九。元英宗至治元年（1321年），授忠武校尉、益都淄莱万户府副千户。元文宗天历元年（1328年），授宣武将军。元顺帝元统元年（1333年），授怀远大将军、同知海北海南道宣慰使司事，致仕还乡。至正十七年（1357年），红巾军刘福通部将毛贵攻克益都，王英绝食而死，时年九十六岁。